# Света Марина
Света Марина (хорв. Sveta Marina) — населений пункт у Хорватії, в Істрійській жупанії у складі громади Раша.

## Населення
Населення за даними перепису 2011 року становило 50 осіб.
Динаміка чисельності населення поселення:

## Клімат
Середня річна температура становить 13,48 °C, середня максимальна – 26,00 °C, а середня мінімальна – 1,46 °C. Середня річна кількість опадів – 1047 мм.
| Клімат поселення                              | Клімат поселення | Клімат поселення | Клімат поселення | Клімат поселення | Клімат поселення | Клімат поселення | Клімат поселення | Клімат поселення | Клімат поселення | Клімат поселення | Клімат поселення | Клімат поселення | Клімат поселення |
| Показник                                      | Січ.             | Лют.             | Бер.             | Квіт.            | Трав.            | Черв.            | Лип.             | Серп.            | Вер.             | Жовт.            | Лист.            | Груд.            |                  |
| Середній максимум, °C                         | 9,14             | 8,98             | 11,85            | 15,14            | 20,34            | 24,60            | 26,00            | 25,61            | 21,18            | 16,70            | 11,96            | 9,35             |                  |
| Середня температура, °C                       | 5,37             | 5,22             | 8,10             | 11,38            | 16,58            | 20,85            | 23,24            | 22,86            | 18,41            | 13,95            | 9,20             | 6,58             |                  |
| Середній мінімум, °C                          | 1,61             | 1,46             | 4,35             | 7,62             | 12,82            | 17,10            | 20,47            | 20,08            | 15,64            | 11,17            | 6,43             | 3,83             |                  |
| Норма опадів, мм                              | 86               | 70               | 76               | 79               | 69               | 79               | 51               | 78               | 98               | 125              | 133              | 103              |                  |
| Середньомісячна швидкість вітру, м/с          | 3.09             | 3.30             | 3.33             | 3.15             | 2.81             | 2.70             | 2.67             | 2.70             | 2.85             | 3.14             | 3.43             | 3.36             |                  |
| Середньомісячна сонячна радіація, кДж/м²·день | 4572             | 7425             | 10738            | 15327            | 19644            | 21526            | 22626            | 19409            | 14258            | 9210             | 4966             | 3857             |                  |
| --------------------------------------------- | ---------------- | ---------------- | ---------------- | ---------------- | ---------------- | ---------------- | ---------------- | ---------------- | ---------------- | ---------------- | ---------------- | ---------------- | ---------------- |
| Джерело:                                      |                  |                  |                  |                  |                  |                  |                  |                  |                  |                  |                  |                  |                  |